# Lenka Solanská
Lenka Solanská (* 19. listopadu 1966 Valašské Meziříčí) je česká moderátorka. V letech 1985–1990 vystudovala Filozofickou fakultu Masarykovy univerzity v Brně.

## Kariéra
V letech 1991–1994 byla učitelkou němčiny na 2. stupni základní školy. V letech 1995–1999 byla redaktorkou Jihomoravského večerníku a pořadu Souvislosti, poté v letech 2000–2002 moderátorkou Křesťanského magazínu a moderátorkou zpráv. V letech 2002–2003 moderovala Události, komentáře. Od roku 1995 do 2005 moderovala pořady Dobré ráno, Jihomoravský večerník, Toulavá kamera a Regiony, v letech 2005-2013 poté brněnské Události v regionech.